# Murexid
Murexidul (denumit și purpurat de amoniu) este un colorant, fiind sarea de amoniu a acidului purpuric. În trecut era preparat din aloxan și amoniac. Este utilizat în chimia analitică cantitativă pentru titrări complexonometrice, pentru dozarea unor metale precum: cadmiu, cobalt, nichel, toriu și calciu.